# Name
Ein Name ist, nach einer aktuellen wissenschaftlichen Definition, ein verbaler Zugriffsindex auf eine Informationsmenge über ein Individuum. Namen sind somit einer Person, einem Gegenstand, einer organisatorischen Einheit (z. B. einem Betrieb) oder einem Begriff zugeordnete Informationen, die der Identifizierung und Individualisierung dienen sollen (Funktion der Namenklarheit).
Mit der wissenschaftlichen Erforschung von Namen beschäftigt sich die Onomastik. Sie unterteilt sich in die Namenkunde, die Geschichte, Gebrauch und Etymologie der Namen klärt, und die Theoretische Namenforschung, die sich mit der Natur von Namen an sich beschäftigt. Die Namentheorie beschäftigt sich demnach mit der Hauptbedeutung, der Denotation, der Namen, während sich die Namenkunde über die Denotation hinaus, mit der Konnotation der Namen beschäftigt. Siehe auch Artikel Theoretische Namenforschung und Begriff.

## Etymologie
Das gemeingermanische Wort mhd. name, ahd. namo beruht auf dem indogermanischen [e]nō̌mn̥-.

## Einführung

### Name und Allgemeinbegriff
Die moderne Logik beziehungsweise theoretische Namenforschung sieht im Namen (Nomen im logischen Sinne, also wesentlich enger gefasst als im grammatischen Sinne) einen Spezialfall der Bezeichnung. Man unterscheidet drei grundlegende Typen der Nomina:
- Bezeichnet ein Name einen Allgemeinbegriff als eine definierte Klasse von Objekten, so nennt man ihn  Appellativum oder Gattungsname
- Ein Name im engeren Sinne, der Eigenname, fachlich Proprium, bezeichnet eine Klasse aus nur einem Objekt, einen Individualbegriff
- Andere Nomina bezeichnen eine offene Klassen, den Substanzbegriff, der singulär, aber hinsichtlich der Anzahl der Objekte offen ist. In diesem Fall spricht man von einem Stoffnamen oder Kontinuativum.

## Gottesnamen

### Im Judentum
Namen sind im Judentum mehr als Begriffe, das gilt auch für die Gottesnamen. Seine „Gattungsbezeichnung“ ist Elohim, sein „Eigename“ ist JHWH – auch Tetragramm genannt –, der mit Jahwe oder seltener und später mit Jehova vokalisiert wurde. Die hebräische Schrift ist ursprünglich eine Konsonantenschrift ohne Vokale, erst die Masoreten im Mittelalter fügten Vokale hinzu. So ist JHWH eigentlich nicht übersetzbar, weil es kein Name, kein Gedanke, keine Substanz oder Existenz ist. Die zentrale Bedeutung wird allgemein mit Ich bin oder Ich bin da wiedergegeben und weist auf die Unaussprechlichkeit, Unerklärlichkeit und Unergründlichkeit Gottes hin. JHWH wurde erstmals in Genesis 4,26 gebraucht, Mose beim brennenden Dornbusch in der Wüste offenbart (Exodus 3,14) und kommt 6.823-mal in der hebräischen Bibel vor. Aus Scheu und Ehrfurcht vor JHWH, seiner Größe und Heiligkeit wurde JHWH von den Juden nach der babylonischen Gefangenschaft nicht mehr ausgesprochen, stattdessen wurden adonay (mein Herr) und heute ha-schem (der Name), ha-makom (der Ort) oder adoschem (Wortkombination von Herr und Name) gebraucht.

## Personennamen (Anthroponyme)
Die Personennamen umfassen die Bezeichnungen für Einzelwesen (Vornamen und Familiennamen). Volksbezeichnungen und Stammesnamen sind keine Eigennamen, sondern Gattungsnamen.
Im deutschen Sprachraum hat sich seit dem 12. Jahrhundert ein zweigliedriges Namensystem mit einem Individualnamen (Vorname, Rufname, Nebenname) und Familiennamen (Beiname, Nachname, Zuname) entwickelt. In anderen Ländern gibt es verschiedene Namensysteme. So verwendet man beispielsweise in Russland ein dreigliedriges Namensystem mit einem Vatersnamen. Solche mehrgliedrigen Namensysteme sind seit der Antike bekannt. Die römischen Namen bestanden aus bis zu drei Elementen und gliederten sich in Vorname (Praenomen), Sippenname (Nomen Gentile) und Beiname (Cognomen). Letzterer hatte große Bedeutung, weil die antiken Römer nur sehr wenige Vornamen zur Auswahl hatten und Sippennamen ein Privileg der Oberschicht waren. Die verschiedenen Namensysteme und die dazu geltenden gesetzlichen Regelungen (Namensrecht) sind aufgelistet in:
- Erich Mergenthaler und Heinz Reichard: Standesamt und Ausländer. 30. Auflage, Frankfurt am Main 2006.
- Andrea und Silvio Brendler (Hrsg.): Europäische Personennamensysteme. Ein Handbuch von Abasisch bis Zentralladinisch. Hamburg 2007.

Ein auffälliges Merkmal, das speziell bei Familiennamen im deutschen Sprachraum zu beobachten ist, besteht darin, dass es eine Tendenz zur Variation (Diversifikation) ein und desselben Namens gibt. So existieren als sog. „adjektivische Übernamen“ neben „Lang“ auch die Formen „Lange“, „Langer“ und „Langen“, ein Phänomen, das bei vielen Namen auftritt. Bei Vornamen wiederum ist festzustellen, dass viele von ihnen Benennungsmoden unterliegen, die dafür sorgen, dass ein bestimmter Name häufiger wird, einen Höhepunkt der Beliebtheit erreicht und dann wieder an Häufigkeit verliert.

### Künstlernamen/Pseudonyme
In der Kunst spielen Namen eine wichtige Rolle. Mit dem Eigen- oder Künstlernamen sich einen „Namen“ zu erarbeiten, ist eine der größten Motivationen der meisten Künstler. Mit der Bekanntheit des eigenen „Namens“ steigt häufig auch der Handelswert seiner angebotenen Kunst.
Salvador Dalí ging gegen Ende seiner Karriere spielerisch mit seinem Namen um. So signierte er weiße Blätter und verkaufte diese. Den Käufern stand es frei, ein Bild zu malen, das den Namen Dalí trug.

### Kunstnamen
In literarischen und filmischen Werken tragen die handelnden Personen und die Orte, an denen die Handlung stattfindet, zuweilen fiktive sprechende Namen. Hierdurch sollen sie bereits durch ihre äußere Benennung ihrem inneren Wesen nach charakterisiert werden.
Das Stilmittel der sprechenden Namen ist bereits seit der Antike bekannt und findet sich ebenso in den mündlichen Überlieferungen von Mythen und Sagen in den verschiedensten Kulturkreisen.
In der klassischen allegorischen Literatur bedürfen die Namen meist keiner Interpretation seitens des Lesers. So trifft der Pilger in John Bunyans The Pilgrim’s Progress unter anderem den Riesen „Verzweiflung“, der Herr der „Burg des Zweifels“ ist. Ästhetisch reizvollere Codierungen erfolgen insbesondere durch Wortspiele, Buchstabendreher, Lautmalerei oder Akronyme.

## Geographische Namen (Toponyme)
Geographische Namen im eigentlichen Sinne sind immer Individualnamen. Geographische Klassennamen werden nicht zu den Geographika (Sg.: Geographikum) gezählt.

### Großobjektnamen (Makrotoponyme)
- Gemeindeverbandsnamen
- Himmelskörper- und Himmelssphärennamen (Kosmonyme)
- Örtlichkeitsnamen (Toponyme, Ortsnamen im weiteren Sinne)
  - Gebirgs- und Bergnamen (Oronyme)
  - Gewässernamen (Hydronyme): Meeres-, See-, Fluss-, Bach-, Kanal-, Sumpfnamen
  - Insel- und Halbinselnamen
  - Raumnamen (Choronyme): Erdteile-, Meeres-, Zonen-, Regions-, Wüsten-, Landschaftsnamen, Talnamen
  - Siedlungsnamen (Oikonyme, Ortsnamen im eigentlichen Sinne): Stadt-, Dorf-, Burg, Stadtteil-, Ortsteilnamen, Wüstungsnamen
  - Wald- und Forstnamen, Reviernamen

Viele dieser Namen können aber auch zu den Mikrotyponymen gerechnet werden, wenn sie kleinere Objekte ansprechen.

#### Himmelskörper- und Sphärennamen (Kosmonyme)
Die Einteilung der Himmelskörper- und Sphärennamen erfolgt nach Planeten, Monden, Kleinplaneten, Sternen (Astronyme) und Sternbildern. Dabei wurden zunächst für jene Himmelskörper unseres Sternsystems Namen vergeben, die von der Erde aus sichtbar waren. Sie wurden durchweg nach Göttern aus Mythen benannt, wobei in der Antike jedes Volk seine eigenen Götternamen vergab. Heutzutage haben sich die Götternamen der Römer als Fachterminologie durchgesetzt. Die dazugehörigen Monde erhielten ebenfalls Bezeichnungen aus den Mythen. Diese wurden passend zu den Götternamen des Planeten, den sie umkreisten, vergeben.
Ab 1801 begannen sich die astronomischen Forschungen auszuweiten und die ersten Planetoiden wurden gesichtet. Diese erhielten zu Beginn die Namen der Göttinnen. Mit zunehmender Fülle der Kleinplaneten mussten jedoch irdische Frauennamen genutzt werden. Auch die Sternbilder haben in der Mehrzahl einen mythischen Hintergrund.
Anders hingegen verfuhr man bei Sternen. Bevor Koordinaten zu ihrer Unterscheidung genutzt wurden, erhielten sie meist arabische Namen nach ihren Entdeckern. Die Araber waren im 8. und 9. Jahrhundert führend in der Astronomie. Sternensysteme oder auch Nebel besitzen hingegen selten Eigennamen.

#### Raumnamen (Choronyme)
Nach Peter von Polenz unterteilen sich die Raumnamen in naturräumliche und politische Gebilde. Erstere umfassen Landschaften und Gebiete, letztere fest umgrenzte Räume (Bezirks- und Ländernamen). Bereits in frühester Zeit wurden Stammesbezeichnungen als Raumnamen verwendet. Erhaltene Beispiele sind etwa Niedersachsen (nach den Sachsen), Bayern (nach den Baiern), Thüringen (nach den Thüringern), Hessen (vermutlich nach den Chatten), Westfalen (nach den Westfalen) und Holstein (nach den Holsten).

#### Gewässernamen (Hydronyme)
Die Gewässernamen sind die ältesten Zeugnisse unserer Sprache. Da insbesondere an den größten Flüssen die ersten Besiedlungen zu finden waren, wurden hier die ersten Gewässernamen vergeben. Daraus resultiert die Beobachtung, dass je größer ein Fluss, umso älter sein Name ist. Es wird zwischen stehenden und fließenden Gewässern unterschieden, wobei insbesondere die fließenden Gewässer im Mittelpunkt des Interesses der Forschung stehen.
In der Gewässernamenforschung haben Hans Krahe und dessen Schüler W. P. Schmidt die bis heute stark umstrittene Theorie der Alteuropäischen Hydronymie geprägt. Sie besagt, dass es Gewässernamen gibt, die außerhalb ihrer Einzelsprache in ganz Europa Entsprechungen besitzen, wodurch die Existenz einer voreinzelsprachlichen, indogermanischen Sprache belegt werden soll. Ein Beispiel hierfür ist die Isère in Südfrankreich – Iser/Jizera in Tschechien – Isar in Deutschland – IJssel in den Niederlanden.

#### Siedlungsnamen (Oikonyme)
Siedlungsnamen werden auch als Ortsnamen im egeren Sinn bezeichnet. Die Ortsnamenforschung (Forschung der Ortsnamen im weiteren Sinn) beschäftigt sich unter anderen Namen mit den Strukturen, der Entstehung, dem Wandel und dem Verlust von Siedlungsnamen (Ortsnamen im engeren Sinn). Sie geht dabei diachronisch vor, indem sie von der heutigen Siedlungsnamenform ausgehend Belege sammelt und mit Hilfe derer versucht, den ursprünglichen Namen zu rekonstruieren. Anhand dieser Grundform kann die Etymologie des Namens bestimmt werden. Unterschieden wird dabei nach Bildungsweise der Orte und sprachlicher Zugehörigkeit.

### Kleinobjektnamen (Mikrotoponyme)
- Kleinräumige Örtlichkeitsnamen
- Flurnamen: Gewann- und Parzellenamen, Ackerbau- und Viehwirtschafts-, Weidewirtschaftsnamen
- Wegenamen (Hodonyme): Straßen-, Gassennamen, Platznamen
- Haus-, Hof und Gebäudenamen
- Bergbaunamen: Zechen- und Schachtnamen
- und viele andere

#### Flurnamen
Flurnamen sind sprachliche Zeichen, die der Orientierung im Raum, zur Identifizierung sowie Individualisierung von Objekten kleinerer landschaftlicher Einheiten dienen. Dazu gehören: Äcker, Wiesen, Spezialkulturen (Reben, Hanfgärten), Hecken, Wälder, Berge, Täler, Alpen, Felsen, Bäche, Flüsse, Seen, Quellen, Brunnen, Wege, Gassen, Grenzen und Gewerbeanlagen (Köhlereien, Mühlen, Stampfwerke). Flurnamen bezeichnen demnach die unbesiedelten Teile einer Landschaft. Aufgrund ihrer geringen kommunikativen Reichweite werden sie auch als Mikrotoponyme bezeichnet. In der Forschung ist umstritten, ob Objekte innerhalb von Siedlungen den Flurnamen zuzurechnen sind oder nicht. In Bezug auf Bildungsweise und sprachliche Zugehörigkeit sind sie den Ortsnamen vergleichbar.

#### Straßennamen (Hodonyme)
Straßennamen (griechisch ὁδός hodós ‚Straße‘) dienen der Orientierung in einer Stadt. Sie werden unterteilt in längliche Gebilde (Prodonyme) und Plätze (Agoronyme). Sie sind im Mittelalter entstanden. Seitdem werden sie oft zu politischen Zwecken genutzt, wobei man sich heute zunehmend um zeitlose Namen bemüht. Hierzu gibt es für die Kommunen Arbeitshilfen, vor allem, um Doppelbenennungen oder gleichklingende Namen zu vermeiden. Im Zuge dieser neuen Benennungssituation sind zunehmend hodonymische Felder entstanden. Das bedeutet, dass zusammenhängende Gebiete nach einheitlichen Gesichtspunkten benannt werden, bspw. nach Komponisten, Blumen oder Planeten.
Daneben gibt es auch Hodonyme, die zu den Makrotoponymen gezählt werden können, etwa Via Appia für die römische Fernverkehrsstraße oder Brenner Autobahn, sowie für Eisenbahnstrecken wie Transsibirische Eisenbahn.

#### Haus- und Hofnamen
Bevor im 18. Jahrhundert nach französischem Vorbild Hausnummern eingeführt wurden, waren die Haus- und Hofnamen ein wichtiges Unterscheidungsmerkmal in den Städten. Sie teilten die Städte in Viertel und trennten sie von den Vorstädten und Dörfern. Vor allem die öffentlichen Bauten erhielten Titel, sowie Kaufhäuser und Mietshäuser mit entsprechendem Standard. Nach dem Zweiten Weltkrieg ging die Verwendung von Haus- und Hofnamen stark zurück und ist nur noch in sehr ländlichen, wenig dicht besiedelten Gebieten üblich.

## Ereignisnamen
– immer Individualnamen –
- Politische Ereignisnamen: Volksbewegungen, Revolutionsnamen, Kriegsnamen, Konfliktnamen
- Feier- und Festtagsnamen
- Epochennamen
- Naturereignisnamen

## Institutionsnamen (Ergonyme)
– immer Individualnamen –
- Verwaltungsbereichsnamen: Staats-, Landes-, Provinz-, Bezirks-, Kreisnamen
- Arbeits- und Bildungsstättennamen
- Erholungsstättennamen
- Gedenk- und Kulturstättennamen

### Bildungsstättennamen
Bildungsstätten sind Prestigeobjekte, weswegen sie sich besonders zur Namenvergabe eignen. Meist sind die Namen aus einer Nominalgruppenstruktur gebildet, deren Kern ein appellativisches Nomen (Schule, Hochschule, Universität (→ „Universitätsnamen“), Institut) bildet. Durch Komposition werden diese mit Attribution oder asyndetischen Nachstellungen verbunden.
Die Namen der Bildungseinrichtungen beziehen sich meist auf den Gründer/Stifter, den (finanziellen) Förderer oder auf Patrone, das heißt Personen, die keine direkte Beziehung zu der Bildungseinrichtung haben, aber trotzdem ein besonderes Prestige besitzen. Ziel dieser Namengebung ist, die betreffende Persönlichkeit zu ehren, an sie zu erinnern oder ihre Vorbildfunktion zu betonen.
Demgegenüber gibt es Namen, die nur einen intensionalen Gehalt besitzen. Sie teilen lediglich sachliche Informationen mit, um entweder die Institution, die fachliche Spezifikation oder die Trägerschaft zu kennzeichnen. Dabei soll absichtlich auf (selbst)bewertende Informationen verzichtet werden.
In Deutschland muss der potentielle Prestigegehalt in sinnvollem Verhältnis zur Wichtigkeit der Institution stehen. Dementsprechend tragen Bildungseinrichtungen mit hohem Prestige keine Patronatsnamen, dagegen beispielsweise Grund- und Hauptschulen meist Namen mit regionaler Bedeutung.

## Produktnamen (Ergonyme)
- Verkehrsmittelnamen (können sowohl Individualnamen, z. B. eines Schiffes oder einer Lokomotive sein, als auch Gattungsnamen, z. B. einer ICE-Linie)
- Warenzeichennamen (immer Gattungsnamen)
- Warennamen (Ökonyme) (immer Gattungsnamen)
- Mediennamen (können Individualnamen sein, z. B. Name eines Films, auch wenn es streng genommen mehrere Kopien gibt und zahlreiche Aufführungen, oder Gattungsnamen, z. B. Name einer Fernsehserie)
- Bücher- und Zeitschriftennamen (immer Gattungsnamen)
- Produktionsverfahrensnamen, Technologienamen (immer Gattungsnamen)

### Warennamen (Ökonyme)
– immer Gattungsnamen, erst die Seriennummer ist der Individualname –
Zu den Warennamen gehören Artikelnamen, Markennamen und Firmennamen. Sie müssen bestimmte Informationen an den Käufer übermitteln, sei es über den Hersteller, den Herstellungsort, den Stoff des Produkts, die Eigenschaften des Produkts, den Verwendungszweck oder die Wirkungsweise.
Sie sind insofern eine besondere Gruppe, als dass die Namen zu Gattungsbegriffen werden können. Als Beispiel sei hier das Taschentuch von Tempo genannt, das ursprünglich die herstellende Firma betitelte und nun im alltäglichen Sprachgebrauch das Papiertaschentuch betitelt.
Die Warennamen sind markenrechtlich geschützt. Die gesetzlichen Bestimmungen dazu, sind nachzulesen in:
- Volker Ilzhöfer: Patent-, Marken- und Urheberrecht. 5. Auflage, München 2002.

### Mediennamen
Die Namen für die verschiedenen Medien sind durch gesetzliche Regeln definiert und geschützt. Mit der Firma wird ein bestimmtes Unternehmen namentlich gekennzeichnet und somit individualisiert.
Sie sind die Namen, die am stärksten Modeerscheinungen unterworfen sind. Die Marketinganforderungen an einen Mediennamen sind:
- Er muss sich von denen der Wettbewerber unterscheiden.
- Er muss einen Neuigkeitseffekt auslösen.
- Er muss den neuen Wert kommunizieren.
- Er muss unverwechselbar attraktiv sein.
- Er muss schutzfähig (Kennzeichenrecht) sein.

Entsprechende gesetzliche Bestimmungen finden sich bei:
- Volker Ilzhöfer: Patent-, Marken- und Urheberrecht. 5. Auflage, München 2002.

## Namen für Handlungen
- Tanz- und Spielnamen

## Namen für Gedankliches
- Literarische Namen
- Planungen

## Musikalische Namen
- Instrumentennamen (gehören i. d. R. zu den Warennamen, es gibt aber auch berühmte Musikinstrumente mit Individualnamen)
- Kompositionsnamen (grundsätzlich Individualnamen)

## Sonstige Namen
- Tier- und Pflanzennamen (Gattungsnamen, daneben Individualnamen einzelner Tier- und Pflanzenindividuen)
- Meteorologische Namen
- Gegenstände (Chrematonyme)

### Tier- und Pflanzennamen
Tiere, zu denen Menschen eine besondere Beziehung aufbauen, erhalten sehr oft Namen, die menschlichen Namen entsprechen. In Märchen, aber auch in Erzählungen der Neuzeit, haben Tiere oft Namen.
Dagegen ist die schon seit der Antike nachweisbare von Carl von Linné in unserer heutigen Form eingeführte Nomenklatur nicht im engeren Sinn „Name“, sondern bezieht sich meist auf Eigenschaften, die in die Gattungsnamen eingearbeitet werden. Diese Eigenschaften können sowohl Organe, Aussehen als auch Fundorte beschreiben. Des Weiteren werden auch teilweise Personen gewürdigt, die die Art als erste beschrieben haben bzw. geehrt werden sollen. Deutsche Tier- und Pflanzennamen werden nach ähnlichen Gesichtspunkten gebildet, beruhen jedoch nicht grundsätzlich auf Binominalität.
Eine weitere Form der Tier- und Pflanzennamen sind Benennungen von Zuchtformen, also von willentlich erzeugten Kreuzungen bzw. Hybriden von Tieren und Pflanzen. Die Namensgebung erfolgt meist durch die Züchter, die ihre Erzeugnisse oft nach sich selbst oder dem Zuchtort benennen. Allerdings werden vor allem Zuchtpflanzen häufig nach berühmten Persönlichkeiten (z. B. Herrschern) benannt.

### Meteorologische Namen
Die meteorologischen Namen wurden von Clement Lindley Wragge geprägt. Er vergab als erster weibliche Vornamen für tropische Wirbelwinde und männliche für außertropische Tiefdruckwirbel mit Sturm- und Orkanfeldern. Bekanntermaßen verwendete er mit Vorliebe die Namen ihm missfälliger Politiker.
Aber erst in den 1950er Jahren setzte sich die Benennung für meteorologische Erscheinungen durch. Dies resultierte daraus, dass für die Jagdflugzeuge des amerikanischen Militärs eine Umschreibung der Phänomene zu lange dauerte. Zuerst wurden dabei die Unterteilungen von Clement L. Wragge nach männlichen und weiblichen Vornamen beibehalten. Als aber wiederholte Beschwerden an die Öffentlichkeit kamen, beschloss man 1979, beide Geschlechter gleichmäßig mit den Namen der Wirbelstürme zu belasten. Dazu wurde 1979 eine offizielle Liste der IHC herausgegeben. Diese Namensliste ist bis heute Grundlage für die Bezeichnungen tropischer Wirbelstürme. In Deutschland werden seit den 1950er Jahren Hoch- und Tiefdruckgebiete benannt. Diese Liste wurde ursprünglich von Richard Scherhag geschrieben, heute werden die Namen im Rahmen der Aktion Wetterpate von der Technischen Universität in Berlin versteigert. Diese Namen werden inzwischen bei Starkwindereignissen von den Medien auch außerhalb Deutschlands verwendet. Eine Benennung von Tiefdruckgebieten erfolgt auch beim norwegischen Wetterdienst.

### Gegenstände (Chrematonyme)
Auch Gegenstände hatten oder haben Eigennamen; dies ist in verschiedenen Kulturen üblich. So führten etwa bei den Germanen einzelne Schwerter (z. B. Siegfrieds Schwert „Balmung“) oder Helme Namen, heute noch Autos (z. B. die „Grüne Minna“), Schiffe, Eisenbahnzüge, Puppen oder Spieltiere.

## Verschleierung von Namen
In vielen Fällen und aus unterschiedlichen Motiven heraus werden die echten Namen unkenntlich gemacht. Dies kann dazu dienen, eine Person anonym zu lassen (Kryptonym, Pseudonym) – wie im Falle von „Peter Panter“ für „Kurt Tucholsky“ – oder auch eine erwünschte Wirkung, z. B. in der Werbung, zu erzielen, indem eine einprägsame Bezeichnung gebildet wird (z. B. „Haribo“ für „Hans Riegel, Bonn“). Kryptonyme werden auch genutzt, um Aktionen oder Projekte mit einem „verdeckten“, doch einprägsamen Wort zu benennen.

## Zitate
- „Der Name ist nicht alles, aber ohne guten Namen ist alles nichts.“ – (Karl-Heinz W. Smola, Trend- und Zukunftsforscher)
- „Ein guter Name ist mehr wert als Reichtum.“ – (Miguel de Cervantes, spanischer Schriftsteller)
- „Nomen est omen.“ – (lateinisches Sprichwort; „der Name ist ein Zeichen“)
- „Name ist Schall und Rauch.“ – (Goethe, Faust I, Szene Marthens Garten)
- „Mein Name ist Hase, ich weiß von nichts.“ – (Victor von Hase, Jurist)